# Ulnarisrinnen-Syndrom

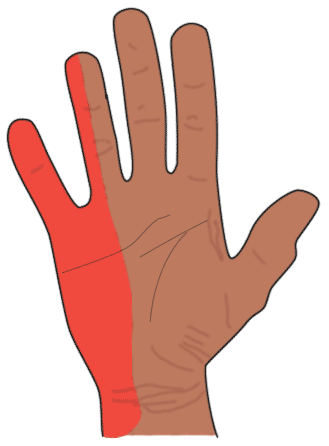
Betroffene Regionen des Ulnarisrinnen-Syndroms

Das Ulnarisrinnensyndrom (Synonyme Ulnarisrinnen-Syndrom, Sulcus-ulnaris-Syndrom oder Kubitaltunnel-Syndrom) ist eine Druckschädigung des Nervus ulnaris am Ellbogen.

## Nervus ulnaris

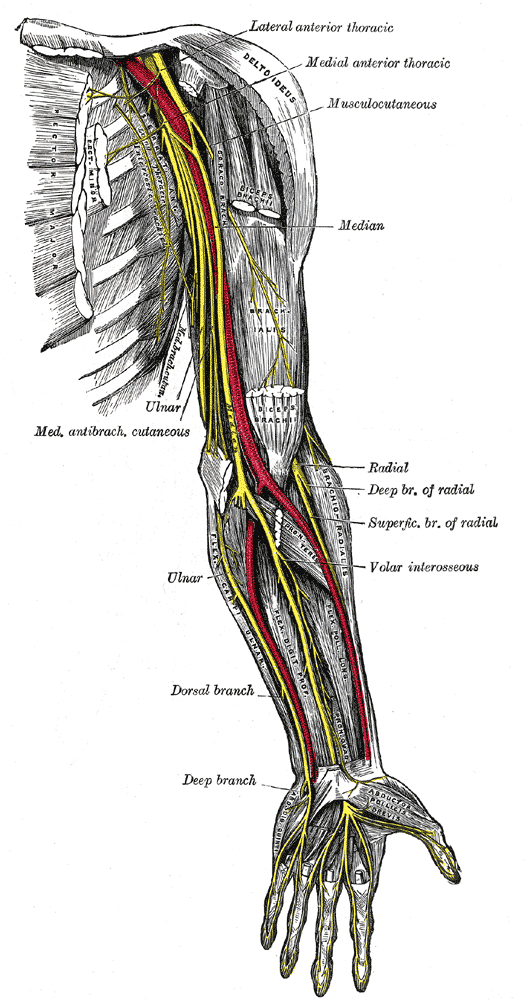
Arm des Menschen, der N. ulnaris ist kleinfingerseitig zu erkennen

Der Nervus ulnaris („Ellennerv“) verläuft im Bereich des Ellbogens in einer gut tastbaren Rinne (Sulcus ulnaris) nur durch wenig Bindegewebe geschützt in unmittelbarem Kontakt zur Elle und direkt unter der Haut. Man kann ihn daher durch Ertasten leicht selbst lokalisieren und meist schon bei leichter Berührung ein Kribbeln oder Brenngefühl in der Hand auslösen. Dadurch ist diese Region auch bei leichtem Anstoßen sehr schmerzempfindlich, was ihr den Namen Musikantenknochen (auch Musikknochen, Musikerknochen, Mäuschen genannt) gegeben hat. In Österreich spricht man oft vom narrischen Boa (närrisches Bein) oder vom damischen Aderle.

## Ursachen
Da der Nerv an dieser Stelle so ungeschützt ist, ist er anfällig für Verletzungen durch Druck und Zug. Durch wiederholte Bewegungen oder ständige Belastung kann es zu einer Reizung und schließlich zu einer Schädigung des Nervs kommen.

## Symptome
Die Nervenschädigung macht sich durch ein Taubheitsgefühl im kleinen Finger, an der äußeren Seite des Ringfingers und im angrenzenden Handtellerbereich des entsprechenden Armes bemerkbar. Motorisch können eine Schwäche der versorgten Muskeln in der betroffenen Hand und schließlich ein Muskelschwund auftreten. Dies führt zu einer eingeschränkten Beweglichkeit der Hand. Kleiner Finger und Ringfinger geraten in Beugestellung der Endgelenke bei Überstreckung im Grundgelenk und das Spreizen der Finger ist erschwert (Klauen- bzw. Krallenhand).

## Diagnose
Die Diagnose kann ein Neurologe zwar meist schon auf Grund der Symptomschilderung stellen, aber klinische (Prüfung der Muskelkraft und Berührungsempfindung) und elektrophysiologische Untersuchungen, beispielsweise die Messung der Nervenleitgeschwindigkeiten, sind unerlässlich. Das Froment-Zeichen ist positiv.

## Differentialdiagnose
Differentialdiagnostisch muss eine Schädigung des Nervus ulnaris am Handgelenk (Loge-de-Guyon-Syndrom) ausgeschlossen werden.
Am Oberarm lokalisierte Kompressionen des Nerven sind selten und können durch einen Processus supracondylaris oder die Struthers-Arkade ausgelöst werden.

## Behandlungsmöglichkeiten
Wichtig sind für den Patienten das Verständnis des auslösenden Mechanismus und eine Änderung der täglichen Gewohnheiten (Auflegen des Ellbogens am Fensterrahmen des Autos vermeiden, Aufstützen des gebeugten Ellbogens vermeiden etc.). Parallel muss versucht werden, mit Polstern oder durch Schienung eine Druckentlastung des Nervs herbeizuführen.
Nur bei chronischen und weiter fortschreitenden Symptomen ist eine Operation notwendig. Eine Methode verlegt den Nerv aus der Knochenrinne Richtung Ellenbeuge in eine geschütztere Lage. Einfacher und vor allem schonender ist das Durchtrennen des Gewebes, das den Nerv im Bereich des Ellenbogens umgibt. Bei der mit der Heilung verbundenen Vernarbung des Gewebes verlängert sich dieses und der Druck auf den Nerv lässt nach.
Die Operationsmethoden sind in erster Linie darauf ausgelegt, eine weitere Verschlimmerung des Syndroms zu stoppen. Aber auch die Chancen einer Heilung des Nervs sind gut. Die akuten Symptome, wie z. B. ein unangenehmes Kribbeln in der Hand, lassen rasch nach, schwere sensible Einschränkungen können jedoch je nach Schwere der Einklemmung erst nach einem Jahr verschwinden.
Die minimal-invasive endoskopische Operation des Ellennerven beim Sulcus-ulnaris-Syndrom (mit nur 2–3 cm statt 10–12 cm langem Schnitt) ist eine selten angewandte neuere Operationstechnik, die spezialisierte Instrumente voraussetzt. Ob sie Vorteile gegenüber der offenen OP-Technik hat, ist bisher wissenschaftlich nicht ausreichend belegt.